# Constantino Ponce de la Fuente
Constantino Ponce de la Fuente, conhecido como Doutor Constantino (San Clemente, Província de Cuenca, 1502 - Sevilha, 1560), era um teólogo protestante espanhol perseguido pela Inquisição, e o mais influente, posto que chegou a ser capelão do rei Carlos V.

## Biografia
De possível ascendência hebraica, se formou na Universidade de Alcalá. Enquanto desempenhava o cargo de pregador da Catedral, foi ordenado padre e se licenciou em Teologia. Desenvolveu seu trabalho principalmente em Sevilha, de onde chegou em 1533. Ali produziu sua obra e alcançou fama. Naqueles tempos, Sevilha havia se convertido no foco principal do protestantismo na Espanha, pois alguns dos principais teólogos da cidade simpatizavam ou se identificavam com o luteranismo, como Juan Gil (Dr. Egidio) e Constantino Ponce de la Fuente, e além disso, havia ali um monastério de frades jerônimos que resumia por pregar a mesma doutrina, contando entre os seus membros Casiodoro de Reina e Cipriano de Valera, o primeiro tradutor da Bíblia completa para o castelhano a partir do hebraico e do grego, e o segundo, o revisor da mesma. Além disso, andava por ali como reitor do Colégio da Doutrina outro destacado protestante, Juan Pérez de Pineda.
Em 1548, o doutor Constantino passou a exercer o cargo de capelão do rei na corte de Carlos V, até que este abdicou. Durante este tempo, viajou como tal com o Príncipe Filipe pela Itália, Alemanha, Flandres, Inglaterra e Bruxelas. Ao regressar a Sevilha, ocupou a Canonia Magistral, até que interveio o Santo Ofício em 1558, acusando-lhe de "Luterano". Os inquisidores, que já haviam atentado contra os seus livros (censurando-os e queimando-os publicamente), arremeteram contra a sua vida, prendendo-o no castelo de Triana, de onde morreu em consequência das torturas. Quando terminou o seu processo, desenterraram seus restos mortais e o queimaram, com outros membros da comunidade protestante sevilhana, através do Auto de Fé de 22 de Dezembro de 1560.

## Obra
Desde os seus versos latinos, quando era estudante em Alcalá, até os manuscritos apreendidos pela Inquisição, durante a sua prisão, escreveu um bom número de obras que passaram ao Índice de Livros Proibidos (Index Librorum Prohibitorum) em 1559: Sumário da Doutrina Cristã (1543), Exposição do Primeiro Salmo (1546), Catecismo Cristão (1547) e Doutrina Cristã (1548). Todas estas obras chegaram até nós, tanto em edições do século XVI (primeiro em Sevilha, e depois em Amberes) como as de Luis de Usoz e outras em épocas mais recentes.